# Hana Králíčková
Hana Králíčková (* 16. května 1934) byla česká a československá politička Komunistické strany Československa a poslankyně Sněmovny lidu Federálního shromáždění za normalizace.

## Biografie
K roku 1976 se profesně uvádí jako přadlena. Ve volbách roku 1976 zasedla do Sněmovny lidu (volební obvod č. 78 - Semily, Východočeský kraj). Mandát obhájila ve volbách roku 1981 (obvod Semily) a volbách roku 1986 (obvod Semily). Ve Federálním shromáždění setrvala do ledna 1990, kdy rezignovala v rámci procesu kooptací do Federálního shromáždění po sametové revoluci.